# Wanted's
 (octobre 2021).
Si vous disposez d'ouvrages ou d'articles de référence ou si vous connaissez des sites web de qualité traitant du thème abordé ici, merci de compléter l'article en donnant les références utiles à sa vérifiabilité et en les liant à la section « Notes et références ».
 (octobre 2021).
La mise en forme du texte ne suit pas les recommandations de Wikipédia : il faut le « wikifier ».
Les points d'amélioration suivants sont les cas les plus fréquents. Le détail des points à revoir est peut-être précisé sur la page de discussion.
- Les titres sont pré-formatés par le logiciel. Ils ne sont ni en capitales, ni en gras.
- Le texte ne doit pas être écrit en capitales (les noms de famille non plus), ni en gras, ni en italique, ni en « petit »…
- Le gras n'est utilisé que pour surligner le titre de l'article dans l'introduction, une seule fois.
- L'italique est rarement utilisé : mots en langue étrangère, titres d'œuvres, noms de bateaux, etc.
- Les citations ne sont pas en italique mais en corps de texte normal. Elles sont entourées par des guillemets français : « et ».
- Les listes à puces sont à éviter, des paragraphes rédigés étant largement préférés. Les tableaux sont à réserver à la présentation de données structurées (résultats, etc.).
- Les appels de note de bas de page (petits chiffres en exposant, introduits par l'outil «  Source ») sont à placer entre la fin de phrase et le point final[comme ça].
- Les liens internes (vers d'autres articles de Wikipédia) sont à choisir avec parcimonie. Créez des liens vers des articles approfondissant le sujet. Les termes génériques sans rapport avec le sujet sont à éviter, ainsi que les répétitions de liens vers un même terme.
- Les liens externes sont à placer uniquement dans une section « Liens externes », à la fin de l'article. Ces liens sont à choisir avec parcimonie suivant les règles définies. Si un lien sert de source à l'article, son insertion dans le texte est à faire par les notes de bas de page.
- La présentation des références doit suivre les conventions bibliographiques. Il est recommandé d'utiliser les modèles {{Ouvrage}}, {{Chapitre}}, {{Article}}, {{Lien web}} et/ou {{Bibliographie}}. Le mode d'édition visuel peut mettre en forme automatiquement les références.
- Insérer une infobox (cadre d'informations à droite) n'est pas obligatoire pour parachever la mise en page.

Pour une aide détaillée, merci de consulter Aide:Wikification.
Si vous pensez que ces points ont été résolus, vous pouvez retirer ce bandeau et améliorer la mise en forme d'un autre article.
Wanted's est un groupe suisse de rock francophone formé en 2008 à Hérémence en Suisse.
Le groupe, composé de 5 membres, dispose d'un catalogue original compris sur 3 albums et 2 singles et est habitué des scènes suisses.  

## Historique

### Création du groupe
C'est en 2008 que le groupe Wanted's voit le jour en Suisse. La formation composée Michaël Briguet, Régis Follonier, Michaël Logean, Arnaud Genolet et Nicolas Dayer enchaîne de nombreuses reprises de Soldat Louis, Indochine, Téléphone ou encore des Cowboys Fringants et fait ses premières expériences scéniques. 
L’envie de composer se fait rapidement ressentir et c’est ainsi qu’en 2013 un premier EP de deux titres voit le jour. Il donnera l’opportunité d’être diffusé sur les ondes radios Suisse.

### Premier album: Juste avant la nuit
L’écriture de nouveaux titres s’enchaine, permettant au groupe de s’identifier progressivement dans un style musical qui lui est propre. Le premier album « Juste avant la nuit » se retrouve dans les bacs en début d’année 2015. 
Album en poche, le groupe enchaine les dates durant plus de deux ans et continue d’affiner son style. L'année 2017 amènera son lot de nouvelles compositions, sur des thèmes très engagés et aux sonorités plus rock et plus sombres ! 

### Deuxième album: Semblant d'exister

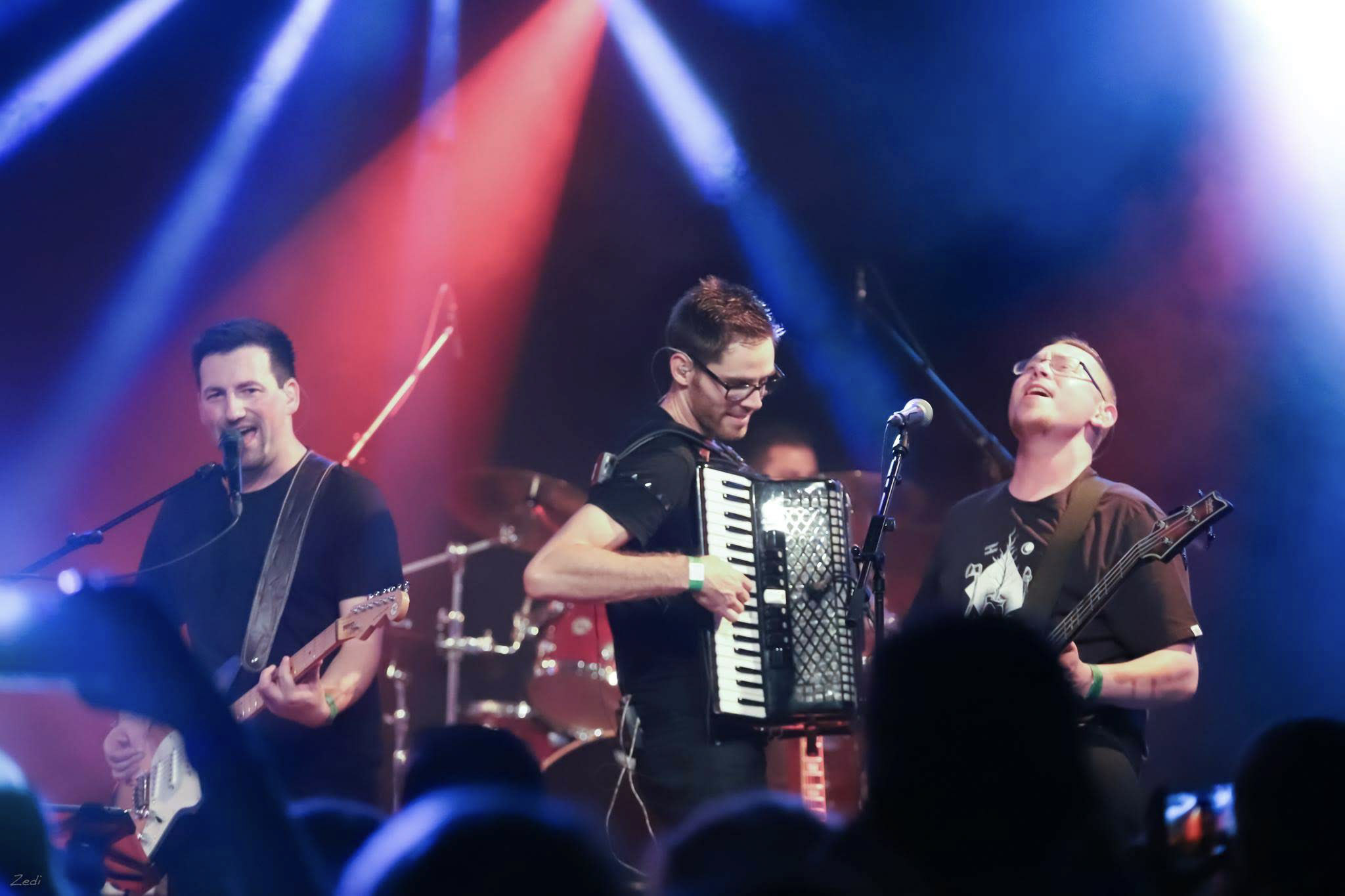
En concert en 2018 en Suisse.

La production du nouvel album « Semblant d’exister » permet de gagner en expérience et en maturité, faisant souffler un vent de fraicheur sur le projet musical.
Après plus de 13 ans d’existence, Wanted’s continue d’écumer les scènes au son de ses compositions, toujours avec le même plaisir de partager sa passion avec le public !

### Singles
Dès 2020, après avoir exploité l’album « Semblant d’exister », notamment au travers d’un clip tourné à Tokyo, le groupe revient avec Alexie et Te Revoir.
Ces sorties marquent un tournant dans l’histoire du groupe qui évolue vers des sonorités un peu plus électro. Wanted's préfère se concentrer sur l’expansion des plateformes de streaming pour proposer une à une des œuvres de qualité. 

## Discographie

### Albums

#### Démo autoproduite (2011)
1. Gary
2. Sans illusions
3. Little Jack
4. La jeunesse
5. Le point
6. Les rêves

#### Journée d'un cancre (2013)
- Journée d'un cancre
- À la taverne

#### Juste avant la nuit (2015)[1],[2]
Liste des titres: 
1. Message
2. Ce soir
3. Je me souviens
4. Adolescent
5. Pirates
6. D'où l'on vient
7. Avalanche
8. GI
9. Qu'en dira-t-on
10. Juste avant la nuit
11. À tous ces gens

#### Semblant d'exister (2018)[3],[4]
1. Tokyo
2. Zoé
3. Semblant d'exister
4. Ecrire sur les murs
5. Moi président
6. Tombée du ciel
7. Fou de vous
8. De l'autre côté du monde
9. Etiquette
10. Dans tes yeux d'enfants
11. Immobile
12. Tout restera là

### Singles
- Alexie (2020)[5]
- Te Revoir, feat. Lou (2021)[6]